# Karneia
Karneia (grekiska Κάρνεια, Karneia, eller Κάρνεα, Karnea) var namnet på en av Spartas stora nationella festivaler, anordnad till Apollon Karneios ära. Huruvida Karneios (eller Karnos) ursprungligen var en gammal peloponnesisk gudom, sedermera identifierad som Apollon, eller bara hade "uppstått" ur honom, är oklart; men det verkar utan större tvivel vara så att Karneios betyder "flockarnas och hjordarnas gud" (Hesychios: Κάρνος), i bredare bemärkelse, skörden och vinskördens gud. Centrum för hans dyrkande var Sparta, där Karneia ägde rum varje år från den 7:e till den 15:e i månaden Karneios (Metageitnion, alltså augusti). Under denna period inställdes all militär aktivitet.
Karneia verkar ha varit både agrar, militär och försonande till sin natur. I det sistnämnda skulle den minna om Karneios död, då han var en akarnanisk siare och Apollons favorit, som, efter att ha blivit misstänkt för spioneri, blev dödad av en av herakleiderna, när dorierna marscherade från Naupaktos till Peloponnesos. Som bestraffning lade Apollon en pest över armén, och denna försvann inte, förrän man hade instiftat Karneia. Denna tradition är antagligen ämnad att förklara offrandet av ett djur (möjligen en senare ersättning för en människa) som representant för guden. De agrara och militära sidorna av festivalen är alltså klart utmärkta.
Hur stor vikt som lades vid festivalen och dess månad visas vid flera tillfällen. Det var på grund av denna, som spartanerna fördröjdes att hjälpa atenarna i slaget vid Marathon (Herodotos vi. 106). När Epidauros 419 f.Kr. blev anfallen av Argos blev spartanernas marsch, under Agis II:s befäl, mot den senare avbruten till slutet av månaden, medan argiverna (som, då de var dorier, också var bundna av seden), lyckades manipulera kalendern, så att kunde undvika det nödvändiga avbrottet i de militära operationerna (se Grote, History of Greece, kap. 56; Thucydides v. 54).
Det mycket viktiga slaget vid Thermopyle ägde rum under Karneia. Leonidas struntade i de spartanska profeternas ord och gick i strid, tvärtemot tron att han borde vänta till efter Karneia. (Herodotos vii. 206)

## Karneias detaljer
Fem ogifta ungdomar (Καρνεᾶται) utvaldes genom lottning från varje stam i fyra år, för att övervaka festligheterna, där den ansvarige prästen kallades ἀγητής ("ledare"). En man täckt av girlanger (möjligen prästen själv) började spring, jagad av ett gäng unga män, kända som σταφυλοδρόμοι ("springande med vindruvor i händerna"); om de lyckades fånga honom var det en garanti för stadens fortsatta lycka; om inte inträffade motsatsen.
Under festivalens andra del restes nio tält på landsbygden, där nio medborgare, som representerade fratrierna (eller obae), i vart och ett festade tillsammans till gudens ära (jämför den judiska lövhyddehögtiden Sukkot). Enligt Demetrios från Scepsis (i Athenaios iv. 141), var Karneia en imitation av livet i ett läger och allt gjordes enligt en härolds befallningar. Vad gäller offrandet, som otvetydigt var en del av ceremonielet, är allt man känner till, att en bagge offrades vid Thurioi. Andra indikationer tyder på, att festivalen tidigt hade antagit militär natur, vilket man kan ha förväntat sig av de krigiska dorierna, även om vissa forskare förnekar detta. Den allmänna betydelsen av de agrara ceremonierna är tydlig, och har många motsvarigheter i nordeuropeiska skördeseder, där ett djur (eller en man utklädd till djur) jagades av "skördarna" och vanligtvis (i djurets fall) blev dödat om det infångades; i vilket fall som helst representerar djuret eller människan växtligheten. E. H. Binney för i Classical Review (mars 1905) fram teorin att historien om Alkestis uppfördes under Karneia (till vilken det kan ha sammankopplats med Apollons namn) som ett "vegetationsdrama" och "förkroppsligade en död- och återuppståndelseceremoni".